# استانفورد اوشینسکی
استانفورد اوشینسکی (به انگلیسی: Stanford R. Ovshinsky) (زاده ۲۴ نوامبر ۱۹۲۲- درگذشت ۱۷ اکتبر ۲۰۱۲) یک مخترع پرکار آمریکایی و دانشمند بود که ۴۰۰ حق ثبت اختراع را در طی ۵۰ سال در زمینه انرژی و اطلاعات ثبت کرده‌است. بسیاری از اختراعات وی در بسیاری از ابزارها قابل مشاهده‌است. از جمله برجسته‌ترین اختراعات وی می‌توان به باتری نیکل متال هیرید اشاره کرد که در بسیاری از لپ‌تاپ‌ها، دوربین‌های دیجیتال، تلفن‌های همراه، خودروهای برقی، خودروهای چندگانه سوز، پنل‌های خورشیدی، ال‌سی‌دی‌ها و پیل‌های سوختی استفاده می‌شود.

## افتخارات و جوایز
وی بیش از ۳۰۰ جایزه و افتخار در رزومه کاری خود دارد

### عضو
- عضو انجمن فیزیک آمریکا
- عضو انجمن پیشبرد علوم آمریکا
- عضو انجمن مهندسی دیتروت
- عضو شورای رهبری مرکز فیزیک نظری دانشگاه میشیگان

### جوایز
برخی از جوایز کسب شد توسط وی به شرح زیر است:
- جایزه نواوری در جهت حفظ محیط زیست در سال ۲۰۰۵ توسط مجله اکونومیست
- دکترای افتخاری در رشته مهندسی از دانشگاه کترینگ میشگان در سال ۲۰۱۰
- دکترای افتخاری در رشته مهندسی از دانشگاه آن‌آربور میشیگان در سال ۲۰۱۰
- دکترای افتخاری در رشته مهندسی از دانشگاه وی استیت دیتروت، میشیگان در سال ۲۰۰۹
- دکترای افتخاری از دانشگاه اویدیوس در کونستانس رومانی در سال ۲۰۰۹
- دکترای افتخاری از موسسه فناوری ایلینوی در شیکاگو، ایلینوی در سال ۲۰۰۹
- دکترای افتخاری از موسسه فناوری نیویورک در سال ۲۰۰۸
- دکترای افتخاری از دانشگاه کین در نیوجرسی در سال ۲۰۰۷